# Wieża ciśnień w Pilawie (powiat garwoliński)
Wieża ciśnień – jedyny rejestrowany zabytek miasta Pilawa, w powiecie garwolińskim, w województwie mazowieckim. Znajduje się przy ulicy Przemysłowej.
Wieża znajduje się niedaleko stacji kolejowej. Posiada konstrukcję żelbetową oraz płaskodenny jednokomorowy zbiornik na wodę - także wykonany z żelbetu. Wieża została wzniesiona według typowego projektu PKP w latach dwudziestolecia międzywojennego.